# Rinaldo Barlassina

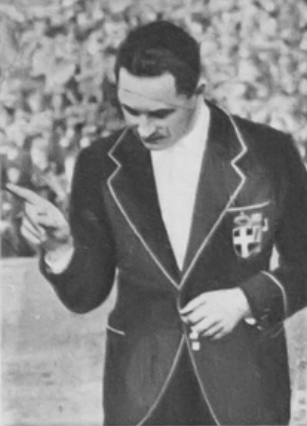

Rinaldo Barlassina (Novara, 2 mei 1898 - Bergamo, 23 december 1946) was een Italiaanse internationale scheidsrechter. Hij was een van de eerste drie Italiaanse scheidsrechters die het WK floot (met Francesco Mattea en Albino Carraro).

## Carrière
Tussen 1931 en 1942 floot Barlassani 36 officiële wedstrijden voor de FIFA. Dit waren onder andere 4 wedstrijden op de WK’s van 1934 en 1938 en 1 wedstrijd op de Olympische Spelen van 1936. 
In het clubvoetbal leidde hij twee Mitropa Cup- wedstrijden in de edities van 1931 en 1936, dit waren allemaal finalewedstrijden.
Hieronder staan zijn belangrijkste wedstrijden waar hij official was:
| Datum        | Wedstrijd            | Thuisploeg        | Uitslag | Uitslag | Uitploeg          |
| ------------ | -------------------- | ----------------- | ------- | ------- | ----------------- |
| 27 mei 1934  | WK 1934 Ronde van 16 | Hongarije         | 4       | 2       | Egypte            |
| 31 mei 1934  | WK 1934 Kwartfinale  | Duitsland         | 2       | 1       | Zweden            |
| 3 juni 1934  | WK 1934 Halve finale | Tsjecho-Slowakije | 3       | 1       | Duitsland         |
| 6 aug. 1936  | OG 1936 Eerste ronde | Peru              | 7       | 3       | Finland           |
| 7 nov. 1937  | WK 1938 Kwalificatie | Bulgarije         | 1       | 1       | Tsjecho-Slowakije |
| 3 april 1938 | WK 1938 Kwalificatie | Joegoslavië       | 1       | 0       | Polen             |
| 12 juni 1938 | WK 1938 Kwartfinale  | Hongarije         | 2       | 0       | Zwitserland       |